# Judo aux Jeux asiatiques de 2006
Les épreuves de judo aux Jeux asiatiques de 2006 se sont déroulées du 2 au 5 décembre 2006 au Qatar Sports Club Indoor Hall, à Doha, au Qatar. Seize épreuves de judo (huit féminines et huit masculines) figuraient au programme.

## Tableau des médailles
| Judo     | Judo aux Jeux asiatiques de 2006 | Judo aux Jeux asiatiques de 2006 | Judo aux Jeux asiatiques de 2006 | Judo aux Jeux asiatiques de 2006 | Judo aux Jeux asiatiques de 2006 |
| Position | Pays                             | Or                               | Argent                           | Bronze                           | Total                            |
| Position | Pays                             |                                  |                                  |                                  | Total                            |
| 1        | Chine                            | 5                                | 0                                | 4                                | 9                                |
| 2        | Corée du Sud                     | 4                                | 5                                | 3                                | 12                               |
| 3        | Japon                            | 4                                | 3                                | 9                                | 16                               |
| 4        | Mongolie                         | 2                                | 3                                | 1                                | 6                                |
| 5        | Corée du Nord                    | 1                                | 0                                | 2                                | 3                                |
| 6        | Iran                             | 0                                | 3                                | 1                                | 4                                |
| 7        | Kazakhstan                       | 0                                | 2                                | 6                                | 8                                |
| 8        | Ouzbékistan                      | 0                                | 0                                | 4                                | 4                                |
| 9        | Tadjikistan                      | 0                                | 0                                | 1                                | 1                                |
| 9        | Taipei chinois                   | 0                                | 0                                | 1                                | 1                                |

## Femmes

### Moins de 48 kg
| Médaille | Nom              | Pays         |
| -------- | ---------------- | ------------ |
|          | Gao Feng         | Chine        |
| Argent   | Kim Young-Ran    | Corée du Sud |
| Bronze   | Kelbet Nurgazina | Kazakhstan   |
| Bronze   | Misato Nakamura  | Japon        |

### Moins de 52 kg
| Médaille | Nom                 | Pays          |
| -------- | ------------------- | ------------- |
|          | An Kum Ae           | Corée du Nord |
| Argent   | Bundmaa Munkhbaatar | Mongolie      |
| Bronze   | Li Ying             | Chine         |
| Bronze   | Yuki Yokosawa       | Japon         |

### Moins de 57 kg
| Médaille | Nom            | Pays          |
| -------- | -------------- | ------------- |
|          | Xu Yan         | Chine         |
| Argent   | Aiko Sato      | Japon         |
| Bronze   | Kang Sin Young | Corée du Sud  |
| Bronze   | Hong Ok Song   | Corée du Nord |

### Moins de 63 kg
| Médaille | Nom            | Pays          |
| -------- | -------------- | ------------- |
|          | Xu Yuhua       | Chine         |
| Argent   | Kong Ja-Young  | Corée du Sud  |
| Bronze   | Ayumi Tanimoto | Japon         |
| Bronze   | Won Ok Im      | Corée du Nord |

### Moins de 70 kg
| Médaille | Nom         | Pays           |
| -------- | ----------- | -------------- |
|          | Masae Ueno  | Japon          |
| Argent   | Bae Eun Hye | Corée du Sud   |
| Bronze   | Qin Dongya  | Chine          |
| Bronze   | Liu Shu Yun | Taipei chinois |

### Moins de 78 kg
| Médaille | Nom                   | Pays         |
| -------- | --------------------- | ------------ |
|          | Sae Nakazawa          | Japon        |
| Argent   | Lee So Yeon           | Corée du Sud |
| Bronze   | Yang Xiuli            | Chine        |
| Bronze   | Lkhamdegd Purevjargal | Mongolie     |

### Plus de 78 kg
| Médaille | Nom                   | Pays         |
| -------- | --------------------- | ------------ |
|          | Tong Wen              | Chine        |
| Argent   | Tserenkhand Dorjgotov | Mongolie     |
| Bronze   | Kim Na-young          | Corée du Sud |
| Bronze   | Midori Shintani       | Japon        |

### Toutes catégories
| Médaille | Nom                   | Pays       |
| -------- | --------------------- | ---------- |
|          | Liu Huanyuan          | Chine      |
| Argent   | Tserenkhand Dorjgotov | Mongolie   |
| Bronze   | Mai Tateyama          | Japon      |
| Bronze   | Gulzhan Issanova      | Kazakhstan |

## Hommes

### Moins de 60 kg
| Médaille | Nom                     | Pays         |
| -------- | ----------------------- | ------------ |
|          | Tatsuaki Egusa          | Japon        |
| Argent   | Cho Nam Suk             | Corée du Sud |
| Bronze   | Masoud Haji Akhondzadeh | Iran         |
| Bronze   | Salamat Utarbayev       | Kazakhstan   |

### Moins de 66 kg
| Médaille | Nom                         | Pays         |
| -------- | --------------------------- | ------------ |
|          | Khashbaataryn Tsagaanbaatar | Mongolie     |
| Argent   | Arash Miresmaeili           | Iran         |
| Bronze   | Kim Kwang Sub               | Corée du Sud |
| Bronze   | Hiroyuki Akimoto            | Japon        |

### Moins de 73 kg
| Médaille | Nom                | Pays         |
| -------- | ------------------ | ------------ |
|          | Lee Won Hee        | Corée du Sud |
| Argent   | Masahiro Takamatsu | Japon        |
| Bronze   | Shokir Muminov     | Ouzbékistan  |
| Bronze   | Rasul Boqiev       | Tadjikistan  |

### Moins de 81 kg
| Médaille | Nom                  | Pays       |
| -------- | -------------------- | ---------- |
|          | Nyamkhuu Damdinsuren | Mongolie   |
| Argent   | Almas Atayev         | Kazakhstan |
| Bronze   | Guo Lei              | Chine      |
| Bronze   | Takashi Ono          | Japon      |

### Moins de 90 kg
| Médaille | Nom               | Pays         |
| -------- | ----------------- | ------------ |
|          | Hwang Hee Tae     | Corée du Sud |
| Argent   | Maxim Rakov (en)  | Kazakhstan   |
| Bronze   | Ramziddin Sayidov | Ouzbékistan  |
| Bronze   | Hiroshi Izumi     | Japon        |

### Moins de 100 kg
| Médaille | Nom             | Pays         |
| -------- | --------------- | ------------ |
|          | Jang Sung-Ho    | Corée du Sud |
| Argent   | Satoshi Ishii   | Japon        |
| Bronze   | Askhat Jitkeïev | Kazakhstan   |
| Bronze   | Utkir Kurbanov  | Ouzbékistan  |

### Plus de 100 kg
| Médaille | Nom                  | Pays        |
| -------- | -------------------- | ----------- |
|          | Yasuyuki Muneta      | Japon       |
| Argent   | Mohammad Reza Rodaki | Iran        |
| Bronze   | Abdullo Tangriev     | Ouzbékistan |
| Bronze   | Yeldos Ikhsangaliyev | Kazakhstan  |

### Toutes catégories
| Médaille | Nom                              | Pays         |
| -------- | -------------------------------- | ------------ |
|          | Kim Sung Bum                     | Corée du Sud |
| Argent   | Seyed Mahmoudreza Miran Fashandi | Iran         |
| Bronze   | Askhat Jitkeïev                  | Kazakhstan   |
| Bronze   | Yohei Takai (en)                 | Japon        |